# Kiskimere (Pensilvania)
Kiskimere es un lugar designado por el censo ubicado en el condado de Armstrong en el estado estadounidense de Pensilvania. En el Censo de 2010 tenía una población de 136 habitantes y una densidad poblacional de 234,74 personas por km².

## Geografía
Kiskimere se encuentra ubicado en las coordenadas 40°37′5″N 79°35′8″O / 40.61806, -79.58556. Según la Oficina del Censo de los Estados Unidos, Kiskimere tiene una superficie total de 0.93 km², de la cual 0.8 km² corresponden a tierra firme y (13.89%) 0.13 km² es agua.

## Demografía
Según el censo de 2010, había 136 personas residiendo en Kiskimere. La densidad de población era de 234,74 hab./km². De los 136 habitantes, Kiskimere estaba compuesto por el 87.5% blancos, el 11.03% eran afroamericanos, el 0% eran amerindios, el 0% eran asiáticos, el 0% eran isleños del Pacífico, el 0% eran de otras razas y el 1.47% pertenecían a dos o más razas. Del total de la población el 0% eran hispanos o latinos de cualquier raza.